# Лесли-Мелвилл, Дэвид, 8-й граф Ливен
Дэвид Лесли-Мелвилл, 8-й граф Ливен, 7-й граф Мелвилл (англ. David Leslie-Melville, 8th Earl of Leven, 7th Earl of Melville; 22 июня 1785 — 8 октября 1860) — шотландский пэр и британский адмирал.

## Биография
Родился 22 июня 1785 года. Старший сын Александра Лесли-Мелвилла, 7-го графа Ливена (1749—1820), и Джейн Торнтон (1757—1818), дочери торговца и филантропа Джона Торнтона (1720—1790) и Люси Уотсон.
Он поступил на службу в Королевский военно-морской флот около 1800 года; стал контр-адмиралом в 1846 году и вице-адмиралом в 1858 году.
22 февраля 1820 года после смерти своего отца Дэвид Лесли-Мелвилл унаследовал титулы 8-го графа Ливена (Пэрство Шотландии) и 8-го лорда Балгони (Пэрство Шотландии), 7-го графа Мелвилла (Пэрство Шотландии), 7-го виконта Кирколди (Пэрство Шотландии), 7-го лорда Рэйта, Монимейла и Балвири (Пэрство Шотландии) и 10-го лорда Мелвилла из Монимейла (Пэрство Шотландии).
Шотландский пэр-представитель в Палате лордов Великобритании в 1831—1860 годах.

## Семья
21 июня 1824 года Дэвид Лесли-Мелвилл женился на Элизабет Энн Кэмпбелл (1804 — 8 ноября 1863), второй дочери сэра Арчибальда Кэмпбелла из Суккота, 2-го баронета, от его жены Элизабет Бальфур, старшей дочери Джона Бальфура из Балбирни. У супругов было
- Капитан Александр Лесли-Мелвилл, лорд Балгони (19 ноября 1831 — 29 августа 1857)
- Достопочтенный Дэвид Арчибальд Лесли-Мелвилл (14 октября 1833 — 20 октября 1854)
- Леди Элизабет Лесли-Мелвилл (? — 25 января 1892), которая вышла замуж в 1858 году за Томаса Роберта Брука Картрайта (умер 23 января 1921 года), сына сэра Томаса Картрайта
- Леди Анна Мария Лесли-Мелвилл (? — 8 декабря 1874), в 1865 году она вышла замуж за сэра Уильяма Стерлинга-Максвелла, 9-го баронета
- Леди Сьюзен Люси Лесли-Мелвилл (? — 8 июня 1910), фрейлина принцессы Кристиан с 1868 по 1883 год
- Леди Эмили Элеонора Лесли-Мелвилл (22 мая 1840 — 11 ноября 1882), которая вышла замуж в 1864 году за Джона Гленкэрна Картера Гамильтона, 1-го барона Гамильтона.

Лорд Левен скончался 8 октября 1860 года в возрасте 75 лет. Ему наследовал его младший брат, Джон Торнтон Лесли-Мелвилл, 9-й граф Левен и 8-й граф Мелвилл (1786—1876).